# Journal für die reine und angewandte Mathematik

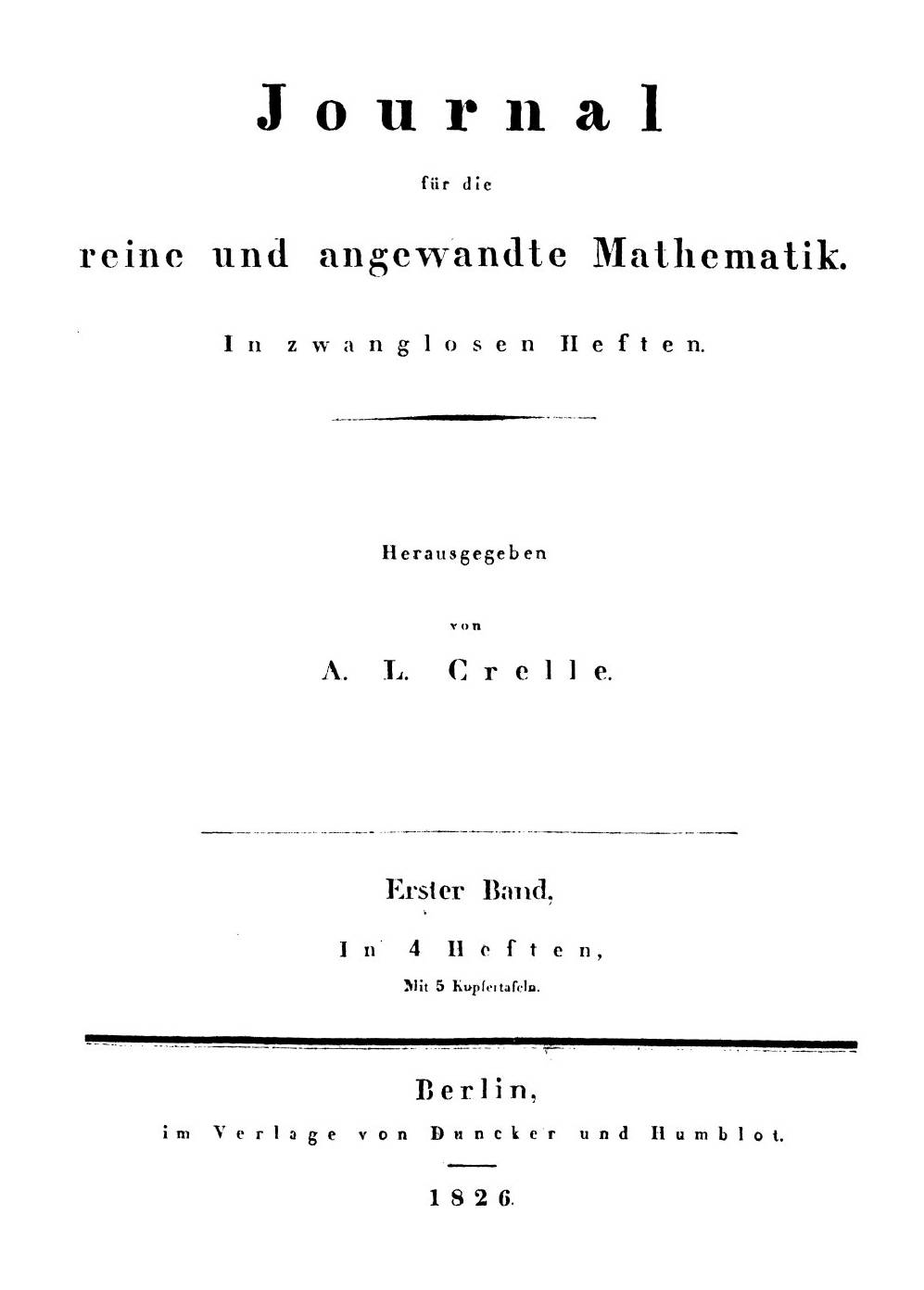
Titelseite der Zeitschrift (1826)

Das Journal für die reine und angewandte Mathematik, auch Crelles Journal, ist eine der renommiertesten mathematischen Fachzeitschriften. Es wurde 1826 in Berlin gegründet und ist damit das älteste heute noch existierende Periodikum im Bereich der Mathematik.
Der Impact Factor des Journals lag im Jahr 2012 bei 1,083. In der Statistik des Science Citation Index belegte die Zeitschrift damit Rang 32 von 295 Zeitschriften in der Kategorie „Mathematik“.

## Geschichte
August Leopold Crelle hatte das Journal 1828 als Folge von Quartalsschriften geplant, von denen je vier zu einem Band zusammengefasst werden sollten. Die tatsächliche Frequenz der Hefte lag aber schon ab 1830 höher; bereits 1887 konnte der 100. Band erscheinen, der 200. im Jahr 1958. Mitte der 1960er-Jahre wurde die Unterteilung in Hefte aufgegeben; die Bände erschienen jetzt quartalsweise, ab den 1980er-Jahren monatlich. Verlegt wurde der erste Band von Duncker & Humblot in Berlin, die folgenden im ebenfalls in Berlin ansässigen Georg Reimer Verlag, der Ende 1918 im Verlag Walter de Gruyter aufging.
Das Themengebiet sollte nach Crelles ursprünglicher Vorstellung relativ weit gefächert sein. Er schreibt in seiner Vorrede zum ersten Band:

„In den Umfang ihrer Gegenstände sollen gehören:
1. Die reine Mathematik, also Analysis, Geometrie und die Theorie der Mechanik in ihrer ganzen Ausdehnung.
2. Anwendungen der Mathematik aller Art, z. B. auf die Lehre vom Licht (Optik, Catoptrik, Dioptrik), auf die Theorie der Wärme, auf die Theorie des Schalles, auf die Wahrscheinlichkeiten etc.; ferner die Hydraulik, die Maschinenlehre, die mathematische Geographie, Geodäsie etc. Die Astronomie soll zwar nicht ausgeschlossen sein, aber auch keinen Hauptgegenstand ausmachen, weil diese Wissenschaft allein eine Zeitschrift beschäftigt.“

Bald fand jedoch eine Fokussierung auf mathematische Themen statt. Zwar hatten Arbeiten aus dem Bereich der Physik im 19. Jahrhundert noch einen festen Platz – unter anderem erschienen Beiträge von Georg Simon Ohm, Ludwig Boltzmann und Hermann von Helmholtz –  doch etwa ab der Jahrhundertwende war das Journal zur rein mathematischen Zeitschrift geworden.

### Herausgeber
Nach Crelles Tod 1855 wurde das Journal zunächst von angesehenen Professoren der Berliner Universität fortgeführt, seit Beginn des 20. Jahrhunderts auch von Professoren anderer Universitäten.
| Herausgeber (bis 1979) | Zeitraum  |
| ---------------------- | --------- |
| August Leopold Crelle  | 1826–1855 |
| Karl Wilhelm Borchardt | 1856–1880 |
| Karl Weierstraß        | 1881–1888 |
| Leopold Kronecker      | 1881–1891 |
| Lazarus Immanuel Fuchs | 1892–1902 |
| Kurt Hensel            | 1903–1936 |
| Ludwig Schlesinger     | 1929–1933 |
| Helmut Hasse           | 1929–1979 |
| Hans Rohrbach          | 1952–1977 |

Seit Ende der 1970er-Jahre liegt die Herausgeberschaft bei einem internationalen Gremium von etwa fünf bis acht renommierten Mathematikern. Gegenwärtiger (2013) leitender Herausgeber ist Rainer Weissauer, weiterhin gehören dem Herausgebergremium Tobias Colding, Joachim Cuntz, Daniel Huybrechts und Jun-Muk Hwang an.

### Beiträge (Auswahl)
- Niels Henrik Abel: Untersuchungen über die Reihe {\displaystyle \textstyle 1+{\frac {m}{1}}\cdot x+{\frac {m\cdot (m-1)}{1\cdot 2}}\cdot x^{2}\dots } Bd. 1 (1826) S. 311–339
- Felix Eberty: Beweis der Lehrsätze Band 2. Heft 3. Nr. 54. S. 287.  Bd. 5 (1830) S. 107–109
- Ernst Eduard Kummer: Allgemeiner Beweis des Fermatschen Satzes, daß die Gleichung {\displaystyle x^{\lambda }+y^{\lambda }=z^{\lambda }} durch ganze Zahlen unlösbar ist, für alle diejenigen Potenz-Exponenten {\displaystyle \lambda }, welche ungerade Primzahlen sind und in den Zählern der ersten ½ {\displaystyle (\lambda -3)} Bernoullischen Zahlen als Factoren nicht vorkommen Bd. 40 (1850) S. 130–138 (siehe auch: Großer Fermatscher Satz)
- Karl Weierstraß: Zur Theorie der Abelschen Functionen. Bd. 47 (1854) S. 289–306
- Georg Cantor: Ueber eine Eigenschaft des Inbegriffs aller reellen algebraischen Zahlen. Bd. 77 (1874) S. 258–262 (Cantors erster Überabzählbarkeitsbeweis)
- Joseph Liouville: Leçons sur les fonctions doublement périodiques.  Bd. 88 (1879) S. 277–310
- Johann von Neumann: Eine Axiomatisierung der Mengenlehre. Bd. 154 (1925) S. 219–240
- Hans Hahn: Über lineare Gleichungssysteme in linearen Räumen. Bd. 157 (1927) S. 214–229 (Urfassung des Satzes von Hahn-Banach)
- Richard Brauer, Helmut Hasse, Emmy Noether: Beweis eines Hauptsatzes in der Theorie der Algebren. Bd. 167 (1932) S. 399–404